# (9078) 1994 PB2
1994 بي بي 2 (ويعرف أيضًا باسم (9078) 1994 بي بي 2 وفق تسمية الكوكب الصغير) (بالإنجليزية: 1994 PB2)‏ هو كويكب ضمن حزام الكويكبات؛ وترتيبه 9078 من حيث الاكتشاف.
اكتُشف هذا الجُرم الفلكي بواسطة Palomar Planet-Crossing Asteroid Survey ‏ في 9 أغسطس 1994.

## وصلات خارجية
- (9078) 1994 PB2 في قاعدة بيانات مختبر الدفع النفاث لأجرام النظام الشمسي الصغيرة

- الاكتشاف · مخطط المدار ·  العناصر المدارية · المعلمات المادية

- (9078) 1994 PB2 على موقع ويكي سكاي: DSS2, SDSS, GALEX, IRAS, Hydrogen α, X-Ray, Astrophoto, Sky Map, Articles and images